# Machon Me'ir

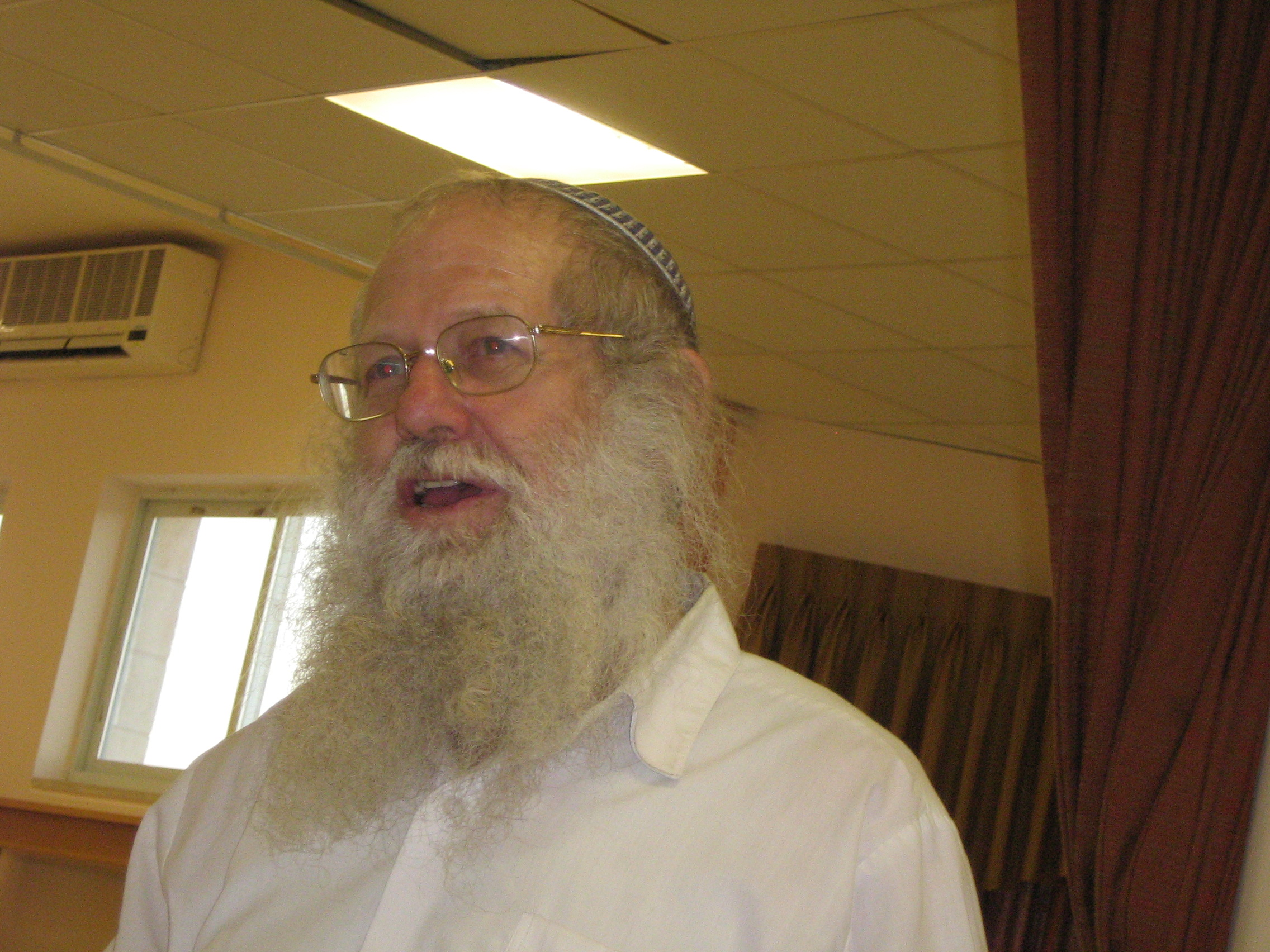
Zakladatel ješivy r. Dov Bigon

Machon Me'ir (hebrejsky מכון מאיר‎, Me'irův ústav) je sionistická ješiva v jeruzalémské čtvrti Kirjat Moše. Je to jedna z největších izraelských ješiv pro „ba'alej tšuva“ (Židy vracející se k judaismu) a je úzce provázána s osadnickým hnutím.

## Historie
Ješiva byla založena krátce po Jomkipurské válce roku 1973 rabínem Dovem Bigonem. Rav Bigon sám studoval na ješivě Merkaz ha-rav pod vedením r. C. J. Kooka a tak, ač nejsou obě tyto ješivy propojeny, mají podobné zaměření. Ale Machon Me'ir nepředpokládá u svých studentů hluboké předchozí znalosti judaismu či hebrejštiny.

## Programy
Ješiva nabízí celodenní intenzivní studijní programy pro mladé muže (volně je k ní připojena ješiva Machon Ora pro dívky) ve všech úrovních hebrejsky, anglicky, francouzsky, španělsky a rusky. Studium zahrnuje Tanach, Talmud, spisy r. Abrahama I. Kooka, historii, etiku, filozofii a jazykový ulpan.
Machon Me'ir je také cílem ne-Židů z celého světa, kteří se tu učí na gijur (konverzi).

## Absolventi
- Jan Divecký - pedagog a autor publikací seznamujících české čtenáře s judaismem a židovskými výklady Tanachu.
- David Peter - pražský vrchní rabín